# 法屬印度支那元
法屬印度支那元（法語：Piastre indochinoise，直译：印度支那皮亞斯特，越南语：／）是法屬印度支那在1885年到1952年期間流通的貨幣，在中国云南、广西也有流通。輔幣單位為分，1元=100分。由于图案是自由女神坐像，因此在中国俗称坐洋、坐人洋，又因为产地俗称西贡银元。

## 外部連結
- 越南與法屬印度支那的硬幣和紙鈔